# Liste der reichsten US-Amerikaner
Die Liste der reichsten US-Amerikaner beruht auf den Angaben des US-amerikanischen Forbes Magazine in der Rubrik Forbes 400 (Stand: September 2024).

## Liste
| Rang | Name                  | Vermögen in Mrd. US$ | Herkunft des Vermögens          | Alter |
| ---- | --------------------- | -------------------- | ------------------------------- | ----- |
| 01   | Elon Musk             | 244                  | Tesla, SpaceX                   | 53    |
| 02   | Jeff Bezos            | 197                  | Amazon                          | 60    |
| 03   | Mark Zuckerberg       | 181                  | Meta Platforms                  | 40    |
| 04   | Larry Ellison         | 175                  | Oracle Corporation              | 80    |
| 05   | Warren Buffett        | 150                  | Berkshire Hathaway              | 94    |
| 06   | Larry Page            | 136                  | Google                          | 51    |
| 07   | Sergey Brin           | 130                  | Google                          | 51    |
| 08   | Steve Ballmer         | 123                  | Microsoft                       | 68    |
| 09   | Bill Gates            | 107                  | Microsoft                       | 68    |
| 10   | Michael Bloomberg     | 105                  | Bloomberg L.P.                  | 82    |
| 11   | Jen-Hsun Huang        | 104                  | Nvidia                          | 61    |
| 12   | Michael Dell          | 101                  | Dell                            | 59    |
| 13   | Jim Walton            | 095,9                | Walmart                         | 76    |
| 14   | Rob Walton            | 094,3                | Walmart                         | 79    |
| 15   | Alice Walton          | 089,2                | Walmart                         | 74    |
| 16   | Julia Koch            | 074,2                | Koch Industries                 | 62    |
| 17   | Charles G. Koch       | 067,5                | Koch Industries                 | 88    |
| 18   | Jeff Yass             | 049,6                | Susquehanna International Group | 66    |
| 19   | John Mars             | 047,6                | Mars Incorporated               | 88    |
| 20   | Jacqueline Mars       | 047,6                | Mars Incorporated               | 84    |
| 21   | Stephen A. Schwarzman | 043,6                | Blackstone Group                | 77    |
| 22   | Kenneth C. Griffin    | 043                  | Citadel LLC                     | 55    |
| 23   | Thomas Peterffy       | 040                  | Interactive Brokers             | 80    |
| 24   | Phil Knight           | 036,8                | Nike                            | 86    |
| 25   | Lukas Walton          | 033,9                | Walmart                         | 38    |

## Weitere Namen
1. MacKenzie Scott (Amazon)
2. Daniel Gilbert (Rocket Mortgage)
3. Lyndal Stephens Greth (Endeavor Energy Resources)
4. Thomas Frist, Jr. (HCA)
5. Abigail Johnson (Fidelity Investments)
6. Marilyn Simons (Renaissance Technologies)
7. Miriam Adelson (Las Vegas Sands)
8. Len Blavatnik (Access Industries )
9. Melinda French Gates (Microsoft)
10. Elaine Marshall (Koch Industries)